# Pristimantis lythrodes
Espèce
Synonymes
- Eleutherodactylus lythrodes Lynch & Lescure, 1980

Statut de conservation UICN

 LC  : Préoccupation mineure
Pristimantis lythrodes est une espèce d'amphibiens de la famille des Craugastoridae.

## Répartition
Cette espèce est endémique de la région de Loreto au Pérou. Elle se rencontre jusqu'à 20 m d'altitude. 
Sa présence en Colombie dans le département d'Amazonas est incertaine.

## Publication originale
- Lynch & Lescure, 1980 : A collection of eleutherodactyline frogs from northeastern Amazonian Peru with the description of two new species (Amphibia, Salientia, Leptodactylidae). Bulletin du Muséum National d'Histoire Naturelle Paris, Section A, Zoologie, Biologie et Écologie Animales, vol. 2, no 1, p. 303-316.